# Interlands Georgisch voetbalelftal 2000-2009
Deze pagina toont een gedetailleerd overzicht van de interlands die het Georgisch voetbalelftal speelde in de periode 2000 - 2009.

## Interlands

### 2000
|                                                   |           |                                               |         |                                                                                                |
| 2 februari Vriendschappelijk Cyprus Toernooi № 58 | Slowakije | 0 – 2                                         | Georgië | Antonis Papadopoulos Stadion, Larnaca Toeschouwers: 400 Scheidsrechter: Costas Theodotou (CYP) |
| 2 februari Vriendschappelijk Cyprus Toernooi № 58 |           | 83' Temoeri Ketsbaia 86' Micheil Kavelasjvili |         | Antonis Papadopoulos Stadion, Larnaca Toeschouwers: 400 Scheidsrechter: Costas Theodotou (CYP) |

|                                                   |                      |       |                    |                                                                               |
| 4 februari Vriendschappelijk Cyprus Toernooi № 59 | Georgië              | 1 – 1 | Roemenië           | GSP Stadion, Larnaca Toeschouwers: 200 Scheidsrechter: Costas Kapitanis (CYP) |
| 4 februari Vriendschappelijk Cyprus Toernooi № 59 | Temoeri Ketsbaia 49' |       | 81' Cătălin Hîldan | GSP Stadion, Larnaca Toeschouwers: 200 Scheidsrechter: Costas Kapitanis (CYP) |

|                                                                  |       | strafschoppen                                                               |  |
| Georgi Nemsadze Temoeri Ketsbaia Zaza Dzjanasjia Levan Silagadze | 2 – 4 | Florin Bătrânu Florentin Dumitru Florentin Petre Radu Niculescu Bogdan Mara |  |

|                                                                |                                              |       |                        |                                                                                           |
| 6 februari Vriendschappelijk Cyprus Toernooi Troostfinale № 60 | Georgië                                      | 2 – 1 | Armenië                | Tsirion Stadion, Limassol Toeschouwers: 6.000 Scheidsrechter: Georgios Konstantinou (CYP) |
| 6 februari Vriendschappelijk Cyprus Toernooi Troostfinale № 60 | Zaza Dzjanasjia 7' Zoerab Mentesjasjvili 55' |       | 44' Vardan Khachatryan | Tsirion Stadion, Limassol Toeschouwers: 6.000 Scheidsrechter: Georgios Konstantinou (CYP) |

|                                 |                    |       |                      |                                                                              |
| 29 maart Vriendschappelijk № 61 | Israël             | 1 – 1 | Georgië              | Sala Stadion, Ashkelon Toeschouwers: 8.000 Scheidsrechter: Metin Tokat (TUR) |
| 29 maart Vriendschappelijk № 61 | Eyal Berkovich 83' |       | 27' Giorgi Kinkladze | Sala Stadion, Ashkelon Toeschouwers: 8.000 Scheidsrechter: Metin Tokat (TUR) |

|                                 |         |       |         |                                                                                |
| 26 april Vriendschappelijk № 62 | Armenië | 0 – 0 | Georgië | Hrazdan Stadion, Jerevan Toeschouwers: 15.000 Scheidsrechter: Yakubovsky (BLR) |
| 26 april Vriendschappelijk № 62 |         |       |         | Hrazdan Stadion, Jerevan Toeschouwers: 15.000 Scheidsrechter: Yakubovsky (BLR) |

|                               |              |       |         |                                                                                           |
| 4 juni Vriendschappelijk № 63 | Azerbeidzjan | 0 – 0 | Georgië | Tofikh Bakhramov Stadion, Bakoe Toeschouwers: 7.000 Scheidsrechter: Khagani Mamedov (AZE) |
| 4 juni Vriendschappelijk № 63 |              |       |         | Tofikh Bakhramov Stadion, Bakoe Toeschouwers: 7.000 Scheidsrechter: Khagani Mamedov (AZE) |

|                                                   |                  |       |         |                                                                                 |
| 11 juni Vriendschappelijk № 64 «onderlinge duels» | Estland          | 1 – 0 | Georgië | Kadrioru Stadion, Tallinn Toeschouwers: 1.200 Scheidsrechter: Sten Kaldma (EST) |
| 11 juni Vriendschappelijk № 64 «onderlinge duels» | Raio Piiroja 17' |       |         | Kadrioru Stadion, Tallinn Toeschouwers: 1.200 Scheidsrechter: Sten Kaldma (EST) |

|                                    |                                      |       |                          |                                                                                   |
| 16 augustus Vriendschappelijk № 65 | Iran                                 | 2 – 1 | Georgië                  | Azadi Stadion, Teheran Toeschouwers: 20.000 Scheidsrechter: Ibrahim Abharan (IRI) |
| 16 augustus Vriendschappelijk № 65 | Pejman Jamshidi 3' Farhad Majidi 26' |       | 65' Micheil Kavelasjvili | Azadi Stadion, Teheran Toeschouwers: 20.000 Scheidsrechter: Ibrahim Abharan (IRI) |

|                                        |          |                                                                                      |         |                                                                                                  |
| 7 oktober WK-kwalificatie groep 8 № 66 | Litouwen | 0 – 4                                                                                | Georgië | S. Dariaus- en S. Girėnostadion, Kaunas Toeschouwers: 2.317 Scheidsrechter: Ryszard Wójcik (POL) |
| 7 oktober WK-kwalificatie groep 8 № 66 |          | 19' Temoeri Ketsbaia 35' Temoeri Ketsbaia 46' Giorgi Kinkladze 84' Artsjil Arveladze |         | S. Dariaus- en S. Girėnostadion, Kaunas Toeschouwers: 2.317 Scheidsrechter: Ryszard Wójcik (POL) |

|                                                   |                                                                 |       |         |                                                                                        |
| 11 oktober WK-kwalificatie groep 8 № 67 20:45 uur | Italië                                                          | 2 – 0 | Georgië | Stadio del Conero, Ancona Toeschouwers: 18.593 Scheidsrechter: Karl-Erik Nilsson (SWE) |
| 11 oktober WK-kwalificatie groep 8 № 67 20:45 uur | Alessandro Del Piero 47' (pen.) Alessandro Del Piero 88' (pen.) |       |         | Stadio del Conero, Ancona Toeschouwers: 18.593 Scheidsrechter: Karl-Erik Nilsson (SWE) |

### 2001
|                               |         |       |          |                                                                                             |
| 14 februari Vriendschappelijk | Georgië | 0 – 0 | Oekraïne | Boris Paitsjadzestadion, Tbilisi Toeschouwers: 30.000 Scheidsrechter: Khagani Mamedov (AZE) |
| 14 februari Vriendschappelijk |         |       |          | Boris Paitsjadzestadion, Tbilisi Toeschouwers: 30.000 Scheidsrechter: Khagani Mamedov (AZE) |

|                                            |         |                                        |          |                                                                                           |
| 28 maart WK-kwalificatie groep 8 20:00 uur | Georgië | 0 – 2                                  | Roemenië | Boris Paitsjadzestadion, Tbilisi Toeschouwers: 27.000 Scheidsrechter: Rune Pedersen (NOR) |
| 28 maart WK-kwalificatie groep 8 20:00 uur |         | 68' Dorinel Munteanu 81' Cosmin Contra |          | Boris Paitsjadzestadion, Tbilisi Toeschouwers: 27.000 Scheidsrechter: Rune Pedersen (NOR) |

|                            |                                                                |       |                                   |                                                                                                |
| 24 april Vriendschappelijk | Georgië                                                        | 3 – 2 | Israël                            | Boris Paitsjadzestadion, Tbilisi Toeschouwers: 8.000 Scheidsrechter: Levan Kvaratskhelia (GEO) |
| 24 april Vriendschappelijk | Temoeri Ketsbaia 9' Temoeri Ketsbaia 36' Artsjil Arveladze 88' |       | 16' Alon Mizrahi 73' Alon Mizrahi | Boris Paitsjadzestadion, Tbilisi Toeschouwers: 8.000 Scheidsrechter: Levan Kvaratskhelia (GEO) |

|                         |                      |       |              |                                                                                      |
| 9 mei Vriendschappelijk | Georgië              | 1 – 0 | Azerbeidzjan | Torpedostadion, Koetaisi Toeschouwers: 2.000 Scheidsrechter: Merab Malaguradze (GEO) |
| 9 mei Vriendschappelijk | Zoerab Ionanidze 61' |       |              | Torpedostadion, Koetaisi Toeschouwers: 2.000 Scheidsrechter: Merab Malaguradze (GEO) |

|                                          |                       |       |                                          |                                                                                               |
| 2 juni WK-kwalificatie groep 8 20:45 uur | Georgië               | 1 – 2 | Italië                                   | Boris Paitsjadzestadion, Tbilisi Toeschouwers: 28.000 Scheidsrechter: Eduardo Iturralde (ESP) |
| 2 juni WK-kwalificatie groep 8 20:45 uur | Giorgi Gachokidze 80' |       | 45' Marco Delvecchio 66' Francesco Totti | Boris Paitsjadzestadion, Tbilisi Toeschouwers: 28.000 Scheidsrechter: Eduardo Iturralde (ESP) |

|                                          |                                                                |       |                       |                                                                                  |
| 6 juni WK-kwalificatie groep 8 20:45 uur | Hongarije                                                      | 4 – 1 | Georgië               | Népstadion, Boedapest Toeschouwers: 10.000 Scheidsrechter: Hartmut Strampe (GER) |
| 6 juni WK-kwalificatie groep 8 20:45 uur | János Mátyus 40' Vilmos Sebők 45' (pen.) Attila Korsós 55' 62' |       | 77' Levan Kobiasjvili | Népstadion, Boedapest Toeschouwers: 10.000 Scheidsrechter: Hartmut Strampe (GER) |

|                               |           |                                              |         |                                                                                |
| 15 augustus Vriendschappelijk | Luxemburg | 0 - 3                                        | Georgië | Stade Communal, Mondercange Toeschouwers: 700 Scheidsrechter: Luc Huyghe (BEL) |
| 15 augustus Vriendschappelijk |           | 33' 79' Georgi Demetradze 56' Rati Aleksidze |         | Stade Communal, Mondercange Toeschouwers: 700 Scheidsrechter: Luc Huyghe (BEL) |

|                                               |                                                                     |       |                  |                                                                                    |
| 1 september WK-kwalificatie groep 8 20:45 uur | Georgië                                                             | 3 – 1 | Hongarije        | Micheil Meschistadion, Tbilisi Toeschouwers: 8.000 Scheidsrechter: Drago Kos (SLO) |
| 1 september WK-kwalificatie groep 8 20:45 uur | Sjota Arveladze 32' Gotsja Dzjamaraoeli 53' Aleksander Iasjvili 64' |       | 43' János Mátyus | Micheil Meschistadion, Tbilisi Toeschouwers: 8.000 Scheidsrechter: Drago Kos (SLO) |

|                                               |                                                 |       |          |                                                                                      |
| 5 september WK-kwalificatie groep 8 20:45 uur | Georgië                                         | 2 – 0 | Litouwen | Micheil Meschistadion, Tbilisi Toeschouwers: 15.000 Scheidsrechter: Haim Yakov (ISR) |
| 5 september WK-kwalificatie groep 8 20:45 uur | Aleksander Iasjvili 81' Aleksander Iasjvili 83' |       |          | Micheil Meschistadion, Tbilisi Toeschouwers: 15.000 Scheidsrechter: Haim Yakov (ISR) |

|                                             |                      |       |                         |                                                                                     |
| 6 oktober WK-kwalificatie groep 8 21:45 uur | Roemenië             | 1 – 1 | Georgië                 | Stadionul Steaua, Boekarest Toeschouwers: 16.500 Scheidsrechter: Ľuboš Micheľ (SVK) |
| 6 oktober WK-kwalificatie groep 8 21:45 uur | Gheorghe Popescu 88' |       | 54' Aleksander Iasjvili | Stadionul Steaua, Boekarest Toeschouwers: 16.500 Scheidsrechter: Ľuboš Micheľ (SVK) |

#### Eindstand WK-kwalificatiegroep 8
|   | Land      | Wed | W | G | V | DV | DT | DS  | Pnt |
| - | --------- | --- | - | - | - | -- | -- | --- | --- |
| 1 | Italië    | 8   | 6 | 2 | 0 | 16 | 3  | +13 | 20  |
| 2 | Roemenië  | 8   | 5 | 1 | 2 | 10 | 7  | +3  | 16  |
| 3 | Georgië   | 8   | 3 | 1 | 4 | 12 | 12 | 0   | 10  |
| 4 | Hongarije | 8   | 2 | 2 | 4 | 14 | 13 | +1  | 8   |
| 5 | Litouwen  | 8   | 0 | 2 | 6 | 3  | 20 | –17 | 2   |

### 2002
|                                                    |                                                                           |       |                    |                                                                                          |
| 27 maart Vriendschappelijk № 78 «onderlinge duels» | Georgië                                                                   | 4 – 1 | Zuid-Afrika        | Micheil Meschistadion, Tbilisi Toeschouwers: 15.000 Scheidsrechter: Andriy Shandor (UKR) |
| 27 maart Vriendschappelijk № 78 «onderlinge duels» | Levan Kobiasjvili 14' (pen.) Georgi Demetradze 33' 86' Rati Aleksidze 84' |       | 67' Delron Buckley | Micheil Meschistadion, Tbilisi Toeschouwers: 15.000 Scheidsrechter: Andriy Shandor (UKR) |

|                                                    |                                            |       |                        |                                                                              |
| 17 april Vriendschappelijk № 79 «onderlinge duels» | Oekraïne                                   | 2 – 1 | Georgië                | Dinamo Stadion, Kiev Toeschouwers: 17.000 Scheidsrechter: Ľuboš Micheľ (SVK) |
| 17 april Vriendschappelijk № 79 «onderlinge duels» | Serhij Rebrov 17' Anatoli Tymosjtsjoek 90' |       | 70' Vladimir Boerdoeli | Dinamo Stadion, Kiev Toeschouwers: 17.000 Scheidsrechter: Ľuboš Micheľ (SVK) |

|                                                       |                                                      |       |         |                                                                                                 |
| 21 augustus Vriendschappelijk № 80 «onderlinge duels» | Turkije                                              | 3 – 0 | Georgië | Hüseyin Avni Aker Stadion, Trabzon Toeschouwers: 22.000 Scheidsrechter: Nikolaos Agelakis (GRE) |
| 21 augustus Vriendschappelijk № 80 «onderlinge duels» | Arif Erdem 8' Cihan Haspolatlı 51' Nihat Kahveci 71' |       |         | Hüseyin Avni Aker Stadion, Trabzon Toeschouwers: 22.000 Scheidsrechter: Nikolaos Agelakis (GRE) |

|                                                                        |                                                                              |       |                     |                                                                                  |
| 8 september EK-kwalificatie groep 10 № 81 «onderlinge duels» 16:00 uur | Zwitserland                                                                  | 4 – 1 | Georgië             | St. Jakob Park, Bazel Toeschouwers: 20.500 Scheidsrechter: Vladimír Hriňák (SVK) |
| 8 september EK-kwalificatie groep 10 № 81 «onderlinge duels» 16:00 uur | Alexander Frei 37' Hakan Yakin 63' Patrick Müller 75' Stéphane Chapuisat 83' |       | 62' Sjota Arveladze | St. Jakob Park, Bazel Toeschouwers: 20.500 Scheidsrechter: Vladimír Hriňák (SVK) |

### 2003
|                                                                 |                                        |       |                                              |                                                                                              |
| 12 februari Vriendschappelijk № 82 «onderlinge duels» 12:00 uur | Georgië                                | 2 – 2 | Moldavië                                     | Micheil Meschistadion, Tbilisi Toeschouwers: 7.000 Scheidsrechter: Gevorg Hovhannisyan (ARM) |
| 12 februari Vriendschappelijk № 82 «onderlinge duels» 12:00 uur | Kacha Kaladze 61' Micheil Asjvetia 83' |       | 75' Alexandru Golban 84' (pen.) Serghei Dadu | Micheil Meschistadion, Tbilisi Toeschouwers: 7.000 Scheidsrechter: Gevorg Hovhannisyan (ARM) |

|                                                                     |                       |       |                                  |                                                                                          |
| 29 maart EK-kwalificatie groep 10 № 83 «onderlinge duels» 16:00 uur | Georgië               | 1 – 2 | Ierland                          | Micheil Meschistadion, Tbilisi Toeschouwers: 16.000 Scheidsrechter: Kyros Vassaras (GRE) |
| 29 maart EK-kwalificatie groep 10 № 83 «onderlinge duels» 16:00 uur | Levan Kobiasjvili 61' |       | 18' Damien Duff 85' Gary Doherty | Micheil Meschistadion, Tbilisi Toeschouwers: 16.000 Scheidsrechter: Kyros Vassaras (GRE) |

|                                                                    |         |       |             |                                                                                         |
| 2 april EK-kwalificatie groep 10 № 84 «onderlinge duels» 18:00 uur | Georgië | 0 – 0 | Zwitserland | Micheil Meschistadion, Tbilisi Toeschouwers: 10.000 Scheidsrechter: Edo Trivković (CRO) |
| 2 april EK-kwalificatie groep 10 № 84 «onderlinge duels» 18:00 uur |         |       |             | Micheil Meschistadion, Tbilisi Toeschouwers: 10.000 Scheidsrechter: Edo Trivković (CRO) |

|                                                                     |                      |       |         |                                                                                            |
| 30 april EK-kwalificatie groep 10 № 85 «onderlinge duels» 17:00 uur | Georgië              | 1 – 0 | Rusland | Micheil Meschistadion, Tbilisi Toeschouwers: 11.500 Scheidsrechter: Franz-Xaver Wack (GER) |
| 30 april EK-kwalificatie groep 10 № 85 «onderlinge duels» 17:00 uur | Malchaz Asatiani 12' |       |         | Micheil Meschistadion, Tbilisi Toeschouwers: 11.500 Scheidsrechter: Franz-Xaver Wack (GER) |

|                                                                    |                                   |       |         |                                                                                     |
| 11 juni EK-kwalificatie groep 10 № 86 «onderlinge duels» 20:30 uur | Ierland                           | 2 – 0 | Georgië | Lansdowne Road, Dublin Toeschouwers: 36.000 Scheidsrechter: Eduardo Iturralde (ESP) |
| 11 juni EK-kwalificatie groep 10 № 86 «onderlinge duels» 20:30 uur | Gary Doherty 43' Robbie Keane 59' |       |         | Lansdowne Road, Dublin Toeschouwers: 36.000 Scheidsrechter: Eduardo Iturralde (ESP) |

|                                                                        |                                             |       |         |                                                                                                |
| 6 september EK-kwalificatie groep 10 № 87 «onderlinge duels» 17:00 uur | Georgië                                     | 3 – 0 | Albanië | Boris Paitsjadzestadion, Tbilisi Toeschouwers: 18.000 Scheidsrechter: Nicolai Vollquartz (DEN) |
| 6 september EK-kwalificatie groep 10 № 87 «onderlinge duels» 17:00 uur | Sjota Arveladze 8' 43' Micheil Asjvetia 17' |       |         | Boris Paitsjadzestadion, Tbilisi Toeschouwers: 18.000 Scheidsrechter: Nicolai Vollquartz (DEN) |

|                                                                         |                                               |       |                     |                                                                                      |
| 10 september EK-kwalificatie groep 10 № 88 «onderlinge duels» 20:00 uur | Albanië                                       | 3 – 1 | Georgië             | Qemal Stafastadion, Tirana Toeschouwers: 10.500 Scheidsrechter: Marian Salomir (ROM) |
| 10 september EK-kwalificatie groep 10 № 88 «onderlinge duels» 20:00 uur | Besnik Hasi 51' Igli Tare 53' Alban Bushi 80' |       | 64' Sjota Arveladze | Qemal Stafastadion, Tirana Toeschouwers: 10.500 Scheidsrechter: Marian Salomir (ROM) |

|                                                                       |                                                         |       |                        |                                                                                              |
| 11 oktober EK-kwalificatie groep 10 № 89 «onderlinge duels» 20:00 uur | Rusland                                                 | 3 – 1 | Georgië                | Olympisch Stadion Loezjniki, Moskou Toeschouwers: 30.000 Scheidsrechter: Konrad Plautz (AUT) |
| 11 oktober EK-kwalificatie groep 10 № 89 «onderlinge duels» 20:00 uur | Dmitri Boelykin 29' Egor Titov 45+1' Dmitri Sytsjov 73' |       | 3' Aleksander Iasjvili | Olympisch Stadion Loezjniki, Moskou Toeschouwers: 30.000 Scheidsrechter: Konrad Plautz (AUT) |

#### Eindstand EK-kwalificatiegroep 10
|   | Land        | Wed | W | G | V | DV | DT | DS | Pnt |
| - | ----------- | --- | - | - | - | -- | -- | -- | --- |
| 1 | Zwitserland | 8   | 4 | 3 | 1 | 15 | 11 | +4 | 15  |
| 2 | Rusland     | 8   | 4 | 2 | 2 | 19 | 12 | +7 | 14  |
| 3 | Ierland     | 8   | 3 | 2 | 3 | 10 | 11 | –1 | 11  |
| 4 | Albanië     | 8   | 2 | 2 | 4 | 11 | 15 | –4 | 8   |
| 5 | Georgië     | 8   | 2 | 1 | 5 | 8  | 14 | –6 | 7   |

### 2004
|                                                         |         |                                                   |          |                                                                           |
| 18 februari Vriendschappelijk Cyprus Toernooi 14:00 uur | Georgië | 0 – 3                                             | Roemenië | GSZ Stadion, Larnaca Toeschouwers: 200 Scheidsrechter: Roman Lajuks (LAT) |
| 18 februari Vriendschappelijk Cyprus Toernooi 14:00 uur |         | 30' Adrian Mutu 70' Adrian Mutu 87' Florin Cernat |          | GSZ Stadion, Larnaca Toeschouwers: 200 Scheidsrechter: Roman Lajuks (LAT) |

|                                                         |                                                                               |       |                      |                                                                                     |
| 19 februari Vriendschappelijk Cyprus Toernooi 14:00 uur | Cyprus                                                                        | 3 – 1 | Georgië              | Makario Stadion, Nicosia Toeschouwers: 1.200 Scheidsrechter: Costas Kapitanis (CYP) |
| 19 februari Vriendschappelijk Cyprus Toernooi 14:00 uur | Constantinos Charalambides 44' Constantinos Charalambides 55' Marios Elia 73' |       | 56' Georgi Gabidauri | Makario Stadion, Nicosia Toeschouwers: 1.200 Scheidsrechter: Costas Kapitanis (CYP) |

|                                                         |                                          |       |         |                                                                          |
| 21 februari Vriendschappelijk Cyprus Toernooi 15:00 uur | Armenië                                  | 2 – 0 | Georgië | Makario Stadion, Nicosia Toeschouwers: onbekend Scheidsrechter: onbekend |
| 21 februari Vriendschappelijk Cyprus Toernooi 15:00 uur | Arman Karamyan 42' Artavazd Karamyan 52' |       |         | Makario Stadion, Nicosia Toeschouwers: onbekend Scheidsrechter: onbekend |

|                                    |         |                 |        |                                                                                           |
| 27 mei Vriendschappelijk 17:00 uur | Georgië | 0 – 1           | Israël | Boris Paitsjadzestadion, Tbilisi Toeschouwers: 24.000 Scheidsrechter: Oleh Oriekhov (UKR) |
| 27 mei Vriendschappelijk 17:00 uur |         | 33' Walid Badir |        | Boris Paitsjadzestadion, Tbilisi Toeschouwers: 24.000 Scheidsrechter: Oleh Oriekhov (UKR) |

|                                         |                   |       |         |                                                                                     |
| 18 augustus Vriendschappelijk 18:00 uur | Moldavië          | 1 – 0 | Georgië | Sheriff Stadion, Tiraspol Toeschouwers: 6.500 Scheidsrechter: Vitaly Godulyan (UKR) |
| 18 augustus Vriendschappelijk 18:00 uur | Iurie Miterev 67' |       |         | Sheriff Stadion, Tiraspol Toeschouwers: 6.500 Scheidsrechter: Vitaly Godulyan (UKR) |

|                                               |                 |       |                      | |
| 4 september WK-kwalificatie groep 2 19:00 uur | Turkije         | 1 – 1 | Georgië              | Hüseyin Avni Aker Stadion, Trabzon Toeschouwers: 10.169 Scheidsrechter: Luis Medina Cantalejo (ESP) |
| 4 september WK-kwalificatie groep 2 19:00 uur | Fatih Tekke 49' |       | 84' Malchaz Asatiani | Hüseyin Avni Aker Stadion, Trabzon Toeschouwers: 10.169 Scheidsrechter: Luis Medina Cantalejo (ESP) |

|                                               |                                               |       |         |                                                                                         |
| 8 september WK-kwalificatie groep 2 18:00 uur | Georgië                                       | 2 – 0 | Albanië | Micheil Meschistadion, Tbilisi Toeschouwers: 20.000 Scheidsrechter: Mark Courtney (NIR) |
| 8 september WK-kwalificatie groep 2 18:00 uur | Aleksander Iasjvili 15' Georgi Demetradze 90' |       |         | Micheil Meschistadion, Tbilisi Toeschouwers: 20.000 Scheidsrechter: Mark Courtney (NIR) |

|                                              |                                          |       |         |                                                                                 |
| 13 oktober WK-kwalificatie groep 2 18:15 uur | Oekraïne                                 | 2 – 0 | Georgië | Ukraina Stadion, Lviv Toeschouwers: 28.000 Scheidsrechter: Wolfgang Stark (GER) |
| 13 oktober WK-kwalificatie groep 2 18:15 uur | Oleksiy Belik 12' Andrij Sjevtsjenko 79' |       |         | Ukraina Stadion, Lviv Toeschouwers: 28.000 Scheidsrechter: Wolfgang Stark (GER) |

|                                                            |                                            |       |                                            |                                                                                           |
| 17 november WK-kwalificatie № «onderlinge duels» 19:00 uur | Georgië                                    | 2 – 2 | Denemarken                                 | Boris Paitsjadzestadion, Tbilisi Toeschouwers: 25.000 Scheidsrechter: Darko Čeferin (SLO) |
| 17 november WK-kwalificatie № «onderlinge duels» 19:00 uur | Georgi Demetradze 33' Malchaz Asatiani 75' |       | 8' Jon Dahl Tomasson 64' Jon Dahl Tomasson | Boris Paitsjadzestadion, Tbilisi Toeschouwers: 25.000 Scheidsrechter: Darko Čeferin (SLO) |

### 2005
|                                        |                      |       |          |                                                                                          |
| 9 februari Vriendschappelijk 17:00 uur | Georgië              | 1 – 0 | Litouwen | Micheil Meschistadion, Tbilisi Toeschouwers: 1.000 Scheidsrechter: Jorab Gadzhiyev (AZE) |
| 9 februari Vriendschappelijk 17:00 uur | Micheil Asjvetia 60' |       |          | Micheil Meschistadion, Tbilisi Toeschouwers: 1.000 Scheidsrechter: Jorab Gadzhiyev (AZE) |

|                                            |                      |       |                                                                 |                                                                                           |
| 26 maart WK-kwalificatie groep 2 18:30 uur | Georgië              | 1 – 3 | Griekenland                                                     | Micheil Meschistadion, Tbilisi Toeschouwers: 23.000 Scheidsrechter: Roberto Rosetti (ITA) |
| 26 maart WK-kwalificatie groep 2 18:30 uur | Malchaz Asatiani 22' |       | 43' Michalis Kapsis 44' Zisis Vryzas 53' Stelios Giannakopoulos | Micheil Meschistadion, Tbilisi Toeschouwers: 23.000 Scheidsrechter: Roberto Rosetti (ITA) |

|                                            |                                                      |       |                                                                                  |                                                                                       |
| 30 maart WK-kwalificatie groep 2 18:30 uur | Georgië                                              | 2 – 5 | Turkije                                                                          | Micheil Meschistadion, Tbilisi Toeschouwers: 10.000 Scheidsrechter: Terje Hauge (NOR) |
| 30 maart WK-kwalificatie groep 2 18:30 uur | Aleksandr Amisoelasjvili 13' Aleksander Iasjvili 40' |       | 12' Tolga Seyhan 20' Fatih Tekke 35' Fatih Tekke 72' Koray Avcı 89' Tuncay Şanlı | Micheil Meschistadion, Tbilisi Toeschouwers: 10.000 Scheidsrechter: Terje Hauge (NOR) |

|                                          |                                  |       |                                                |                                                                                  |
| 4 juni WK-kwalificatie groep 2 20:30 uur | Albanië                          | 3 – 2 | Georgië                                        | Qemal Stafastadion, Tirana Toeschouwers: — Scheidsrechter: Alexandru Tudor (ROM) |
| 4 juni WK-kwalificatie groep 2 20:30 uur | Igli Tare 6' 56' Ervin Skela 33' |       | 85' Vladimir Boerdoeli 90+4' Levan Kobiasjvili | Qemal Stafastadion, Tirana Toeschouwers: — Scheidsrechter: Alexandru Tudor (ROM) |

|                                                                |                          |       |                                             |                                                                                     |
| 17 augustus WK-kwalificatie № 103 «onderlinge duels» 14:00 uur | Kazachstan               | 1 – 2 | Georgië                                     | Centraal Stadion, Almaty Toeschouwers: 9.000 Scheidsrechter: Richard Havrilla (SVK) |
| 17 augustus WK-kwalificatie № 103 «onderlinge duels» 14:00 uur | Daniyar Kenzhekhanov 23' |       | 50' Georgi Demetradze 82' Georgi Demetradze | Centraal Stadion, Almaty Toeschouwers: 9.000 Scheidsrechter: Richard Havrilla (SVK) |

|                                               |                       |       |                   |                                                                                         |
| 3 september WK-kwalificatie groep 2 18:15 uur | Georgië               | 1 – 1 | Oekraïne          | Micheil Meschistadion, Tbilisi Toeschouwers: — Scheidsrechter: Tom Henning Øvrebø (NOR) |
| 3 september WK-kwalificatie groep 2 18:15 uur | Giorgi Gachokidze 89' |       | 44' Roeslan Rotan | Micheil Meschistadion, Tbilisi Toeschouwers: — Scheidsrechter: Tom Henning Øvrebø (NOR) |

|                                               | |       |                       |                                                                               |
| 7 september WK-kwalificatie groep 2 20:00 uur | Denemarken | 6 – 1 | Georgië               | Parken, Kopenhagen Toeschouwers: 27.177 Scheidsrechter: Emil Bozinovski (MKD) |
| 7 september WK-kwalificatie groep 2 20:00 uur | Claus Jensen 10' Christian Poulsen 30' Daniel Agger 43' Jon Dahl Tomasson 55' Søren Larsen 80' Søren Larsen 84' |       | 37' Georgi Demetradze | Parken, Kopenhagen Toeschouwers: 27.177 Scheidsrechter: Emil Bozinovski (MKD) |

|                                                              |         |       |            |                                                                                     |
| 8 oktober WK-kwalificatie № 106 «onderlinge duels» 18:00 uur | Georgië | 0 – 0 | Kazachstan | Boris Paitsjadzestadion, Tbilisi Toeschouwers: — Scheidsrechter: Jouni Hyytiä (FIN) |
| 8 oktober WK-kwalificatie № 106 «onderlinge duels» 18:00 uur |         |       |            | Boris Paitsjadzestadion, Tbilisi Toeschouwers: — Scheidsrechter: Jouni Hyytiä (FIN) |

|                                              |                            |       |         |                                                                                          |
| 12 oktober WK-kwalificatie groep 2 18:00 uur | Griekenland                | 1 – 0 | Georgië | Karaiskakis Stadion, Piraeus Toeschouwers: 28.186 Scheidsrechter: Matteo Trefoloni (ITA) |
| 12 oktober WK-kwalificatie groep 2 18:00 uur | Dimitrios Papadopoulos 17' |       |         | Karaiskakis Stadion, Piraeus Toeschouwers: 28.186 Scheidsrechter: Matteo Trefoloni (ITA) |

#### Eindstand WK-kwalificatiegroep 2
|   | Land        | Wed | W | G | V  | DV | DT | DS  | Pnt |
| - | ----------- | --- | - | - | -- | -- | -- | --- | --- |
| 1 | Oekraïne    | 12  | 7 | 4 | 1  | 18 | 7  | +11 | 25  |
| 2 | Turkije     | 12  | 6 | 5 | 1  | 23 | 9  | +14 | 23  |
| 3 | Denemarken  | 12  | 6 | 4 | 2  | 24 | 12 | +12 | 22  |
| 4 | Griekenland | 12  | 6 | 3 | 3  | 15 | 9  | +6  | 21  |
| 5 | Albanië     | 12  | 4 | 1 | 7  | 11 | 20 | –9  | 13  |
| 6 | Georgië     | 12  | 2 | 4 | 6  | 14 | 25 | –11 | 10  |
| 7 | Kazachstan  | 12  | 0 | 1 | 11 | 6  | 29 | –23 | 1   |

|                                         | |       |                                     |                                                                             |
| 12 november Vriendschappelijk 14:00 uur | Bulgarije | 6 – 2 | Georgië                             | Vasil Levski Stadion, Sofia Toeschouwers: onbekend Scheidsrechter: onbekend |
| 12 november Vriendschappelijk 14:00 uur | Chavdar Yankov 2' Chavdar Yankov 28' Dimitar Berbatov 35' Dimitar Berbatov 47' Svetoslav Todorov 62' Svetoslav Todorov 90' (pen.) |       | 83' Lasja Jakobia 90' Gogita Gogoea | Vasil Levski Stadion, Sofia Toeschouwers: onbekend Scheidsrechter: onbekend |

|                                         |                                                                |       |                            |                                                                             |
| 16 november Vriendschappelijk 16:00 uur | Georgië                                                        | 3 – 2 | Jordanië                   | Micheil Meschistadion, Tbilisi Toeschouwers: 8.000 Scheidsrechter: onbekend |
| 16 november Vriendschappelijk 16:00 uur | Georgi Demetradze 4' Georgi Demetradze 64' Sjota Arveladze 75' |       | 35' Salimi 59' Haled Saedi | Micheil Meschistadion, Tbilisi Toeschouwers: 8.000 Scheidsrechter: onbekend |

### 2006
|                                                              |       |                                          |         |                                                                                       |
| 1 maart Vriendschappelijk № 110 «onderlinge duels» 19:15 uur | Malta | 0 – 2                                    | Georgië | Ta' Qali Stadium, Ta' Qali Toeschouwers: 1.100 Scheidsrechter: Veaceslav Banari (MDA) |
| 1 maart Vriendschappelijk № 110 «onderlinge duels» 19:15 uur |       | 8' Otar Martsvaladze 18' Beka Gotsiridze |         | Ta' Qali Stadium, Ta' Qali Toeschouwers: 1.100 Scheidsrechter: Veaceslav Banari (MDA) |

|                                                               |         |       |         |                                                                                      |
| 22 maart Vriendschappelijk № 111 «onderlinge duels» 20:00 uur | Albanië | 0 – 0 | Georgië | Qemal Stafastadion, Tirana Toeschouwers: 7.300 Scheidsrechter: Paolo Dondarini (ITA) |
| 22 maart Vriendschappelijk № 111 «onderlinge duels» 20:00 uur |         |       |         | Qemal Stafastadion, Tirana Toeschouwers: 7.300 Scheidsrechter: Paolo Dondarini (ITA) |

|                                                             |                                                        |       |                     |                                                                                             |
| 27 mei Vriendschappelijk № 112 «onderlinge duels» 19:00 uur | Nieuw-Zeeland                                          | 3 – 1 | Georgië             | Stadion Altenkirchen, Altenkirchen Toeschouwers: 1.000 Scheidsrechter: Wolfgang Stark (GER) |
| 27 mei Vriendschappelijk № 112 «onderlinge duels» 19:00 uur | Vaughan Coveny 35' Chris Killen 37' Vaughan Coveny 53' |       | 41' Sjota Arveladze | Stadion Altenkirchen, Altenkirchen Toeschouwers: 1.000 Scheidsrechter: Wolfgang Stark (GER) |

|                                                             |                   |       |         |                                                                                       |
| 31 mei Vriendschappelijk № 113 «onderlinge duels» 18:30 uur | Paraguay          | 1 – 0 | Georgië | Stadion Birkenwiese, Dornbirn Toeschouwers: 6.500 Scheidsrechter: Thomas Gangle (AUT) |
| 31 mei Vriendschappelijk № 113 «onderlinge duels» 18:30 uur | Nelson Valdez 37' |       |         | Stadion Birkenwiese, Dornbirn Toeschouwers: 6.500 Scheidsrechter: Thomas Gangle (AUT) |

|                                                                |         | |         |                                                                            |
| 16 augustus EK-kwalificatie № 114 «onderlinge duels» 18:00 uur | Faeröer | 0 – 6 | Georgië | Svangaskarð, Toftir Toeschouwers: 2.114 Scheidsrechter: Michael Ross (NIR) |
| 16 augustus EK-kwalificatie № 114 «onderlinge duels» 18:00 uur |         | 16' Davit Mujiri 18' Aleksander Iasjvili 37' Sjota Arveladze 51' (pen.) Levan Kobiasjvili 62' Sjota Arveladze 82' Sjota Arveladze |         | Svangaskarð, Toftir Toeschouwers: 2.114 Scheidsrechter: Michael Ross (NIR) |

|                                                                |         |                                                               |           |                                                                                          |
| 2 september EK-kwalificatie № 115 «onderlinge duels» 20:00 uur | Georgië | 0 – 3                                                         | Frankrijk | Boris Paitsjadzestadion, Tbilisi Toeschouwers: 65.000 Scheidsrechter: Jan Wegereef (NED) |
| 2 september EK-kwalificatie № 115 «onderlinge duels» 20:00 uur |         | 7' Florent Malouda 15' Louis Saha 47' (e.d.) Malchaz Asatiani |           | Boris Paitsjadzestadion, Tbilisi Toeschouwers: 65.000 Scheidsrechter: Jan Wegereef (NED) |

|                                                                |                                                           |       |                                           |                                                                                |
| 6 september EK-kwalificatie № 116 «onderlinge duels» 19:00 uur | Oekraïne                                                  | 3 – 2 | Georgië                                   | NSK Olimpiejsky, Kiev Toeschouwers: 40.000 Scheidsrechter: Jaroslav Jara (CZE) |
| 6 september EK-kwalificatie № 116 «onderlinge duels» 19:00 uur | Andrij Sjevtsjenko 31' Roeslan Rotan 61' Andriy Rusol 80' |       | 38' Sjota Arveladze 60' Georgi Demetradze | NSK Olimpiejsky, Kiev Toeschouwers: 40.000 Scheidsrechter: Jaroslav Jara (CZE) |

|                                                                |                                                |       |         |                                                                                 |
| 7 oktober Vriendschappelijk № 117 «onderlinge duels» 20:00 uur | Duitsland                                      | 2 – 0 | Georgië | Ostseestadion, Rostock Toeschouwers: 28.000 Scheidsrechter: Gerald Lehner (AUT) |
| 7 oktober Vriendschappelijk № 117 «onderlinge duels» 20:00 uur | Bastian Schweinsteiger 24' Michael Ballack 67' |       |         | Ostseestadion, Rostock Toeschouwers: 28.000 Scheidsrechter: Gerald Lehner (AUT) |

|                                                               |                          |       |                                                               |                                                                                        |
| 11 oktober EK-kwalificatie № 118 «onderlinge duels» 20:00 uur | Georgië                  | 1 – 3 | Italië                                                        | Boris Paitsjadzestadion, Tbilisi Toeschouwers: 50.000 Scheidsrechter: Mike Riley (ENG) |
| 11 oktober EK-kwalificatie № 118 «onderlinge duels» 20:00 uur | Georgi Shashiashvili 26' |       | 18' Daniele De Rossi 63' Mauro Camoranesi 71' Simone Perrotta | Boris Paitsjadzestadion, Tbilisi Toeschouwers: 50.000 Scheidsrechter: Mike Riley (ENG) |

|                                                                  |                                                    |       |         |                                                                                             |
| 15 november Vriendschappelijk № 119 «onderlinge duels» 18:00 uur | Georgië                                            | 2 – 0 | Uruguay | Boris Paitsjadzestadion, Tbilisi Toeschouwers: 12.000 Scheidsrechter: Vitaly Godulyan (UKR) |
| 15 november Vriendschappelijk № 119 «onderlinge duels» 18:00 uur | Levan Kobiasjvili 40' (pen.) Levan Kobiasjvili 61' |       |         | Boris Paitsjadzestadion, Tbilisi Toeschouwers: 12.000 Scheidsrechter: Vitaly Godulyan (UKR) |

### 2007
|                                                                 |                   |       |         |                                                                                          |
| 7 februari Vriendschappelijk № 120 «onderlinge duels» 18:00 uur | Georgië           | 1 – 0 | Turkije | Boris Paitsjadzestadion, Tbilisi Toeschouwers: 53.000 Scheidsrechter: Roman Lajuks (LAT) |
| 7 februari Vriendschappelijk № 120 «onderlinge duels» 18:00 uur | David Siradze 75' |       |         | Boris Paitsjadzestadion, Tbilisi Toeschouwers: 53.000 Scheidsrechter: Roman Lajuks (LAT) |

|                                                             |                                 |       |                     |                                                                                     |
| 24 maart EK-kwalificatie № 121 «onderlinge duels» 15:00 uur | Schotland                       | 2 – 1 | Georgië             | Hampden Park, Glasgow Toeschouwers: 50.850 Scheidsrechter: Nicolai Vollquartz (DEN) |
| 24 maart EK-kwalificatie № 121 «onderlinge duels» 15:00 uur | Kris Boyd 11' Craig Beattie 89' |       | 41' Sjota Arveladze | Hampden Park, Glasgow Toeschouwers: 50.850 Scheidsrechter: Nicolai Vollquartz (DEN) |

|                                                             |                                                        |       |                    |                                                                                         |
| 28 maart EK-kwalificatie № 122 «onderlinge duels» 18:00 uur | Georgië                                                | 3 – 1 | Faeröer            | Boris Paitsjadzestadion, Tbilisi Toeschouwers: 15.000 Scheidsrechter: Pavel Saliy (KAZ) |
| 28 maart EK-kwalificatie № 122 «onderlinge duels» 18:00 uur | David Siradze 25' Aleksander Iasjvili 46' 90+5' (pen.) |       | 57' Rógvi Jacobsen | Boris Paitsjadzestadion, Tbilisi Toeschouwers: 15.000 Scheidsrechter: Pavel Saliy (KAZ) |

|                                                           |                        |       |         | |
| 2 juni EK-kwalificatie № 123 «onderlinge duels» 21:00 uur | Litouwen               | 1 – 0 | Georgië | S. Dariaus- en S. Girėnostadion, Kaunas Toeschouwers: 6.000 Scheidsrechter: Claudio Circhetta (SUI) |
| 2 juni EK-kwalificatie № 123 «onderlinge duels» 21:00 uur | Saulius Mikoliūnas 78' |       |         | S. Dariaus- en S. Girėnostadion, Kaunas Toeschouwers: 6.000 Scheidsrechter: Claudio Circhetta (SUI) |

|                                                           |                 |       |         |                                                                                               |
| 6 juni EK-kwalificatie № 123 «onderlinge duels» 21:00 uur | Frankrijk       | 1 – 0 | Georgië | Stade de l'Abbé-Deschamps, Auxerre Toeschouwers: 21.000 Scheidsrechter: Lucílio Batista (POR) |
| 6 juni EK-kwalificatie № 123 «onderlinge duels» 21:00 uur | Samir Nasri 33' |       |         | Stade de l'Abbé-Deschamps, Auxerre Toeschouwers: 21.000 Scheidsrechter: Lucílio Batista (POR) |

|                                                                  |           |       |         |                                                                                            |
| 22 augustus Vriendschappelijk № 124 «onderlinge duels» 20:00 uur | Luxemburg | 0 – 0 | Georgië | Stade Josy Barthel, Luxemburg Toeschouwers: 1.123 Scheidsrechter: Stephen Weatherall (NIR) |
| 22 augustus Vriendschappelijk № 124 «onderlinge duels» 20:00 uur |           |       |         | Stade Josy Barthel, Luxemburg Toeschouwers: 1.123 Scheidsrechter: Stephen Weatherall (NIR) |

|                                                                |                   |       |                  |                                                                                         |
| 8 september EK-kwalificatie № 125 «onderlinge duels» 19:00 uur | Georgië           | 1 – 1 | Oekraïne         | Boris Paitsjadzestadion, Tbilisi Toeschouwers: 25.000 Scheidsrechter: Alain Hamer (LUX) |
| 8 september EK-kwalificatie № 125 «onderlinge duels» 19:00 uur | David Siradze 87' |       | 7' Oleh Shelayev | Boris Paitsjadzestadion, Tbilisi Toeschouwers: 25.000 Scheidsrechter: Alain Hamer (LUX) |

|                                                                   |                      |       |                          |                                                                                              |
| 12 september Vriendschappelijk № 126 «onderlinge duels» 18:00 uur | Azerbeidzjan         | 1 – 1 | Georgië                  | Tofikh Bakhramov Stadion, Bakoe Toeschouwers: 6.000 Scheidsrechter: Valentin Kovalenko (UZB) |
| 12 september Vriendschappelijk № 126 «onderlinge duels» 18:00 uur | Branimir Subašić 45' |       | 48' Dimitri Tatanashvili | Tofikh Bakhramov Stadion, Bakoe Toeschouwers: 6.000 Scheidsrechter: Valentin Kovalenko (UZB) |

|                                                               |                                   |       |         |                                                                                             |
| 13 oktober EK-kwalificatie № 127 «onderlinge duels» 20:50 uur | Italië                            | 2 – 0 | Georgië | Stadio Luigi Ferraris, Genoa Toeschouwers: 23.057 Scheidsrechter: Carlos Megía Dávila (ESP) |
| 13 oktober EK-kwalificatie № 127 «onderlinge duels» 20:50 uur | Andrea Pirlo 44' Fabio Grosso 84' |       |         | Stadio Luigi Ferraris, Genoa Toeschouwers: 23.057 Scheidsrechter: Carlos Megía Dávila (ESP) |

|                                                               |                                         |       |           |                                                                                          |
| 17 oktober EK-kwalificatie № 128 «onderlinge duels» 21:00 uur | Georgië                                 | 2 – 0 | Schotland | Boris Paitsjadzestadion, Tbilisi Toeschouwers: 36.500 Scheidsrechter: Knut Kircher (GER) |
| 17 oktober EK-kwalificatie № 128 «onderlinge duels» 21:00 uur | Levan Mtsjedlidze 16' David Siradze 64' |       |           | Boris Paitsjadzestadion, Tbilisi Toeschouwers: 36.500 Scheidsrechter: Knut Kircher (GER) |

|                                                                  |                  |       |                                          |                                                                                    |
| 16 november Vriendschappelijk № 129 «onderlinge duels» 17:00 uur | Qatar            | 1 – 2 | Georgië                                  | Al-Gharafa Stadion, Doha Toeschouwers: 300 Scheidsrechter: Jafaar Al-Khabbaz (BHA) |
| 16 november Vriendschappelijk № 129 «onderlinge duels» 17:00 uur | Abdulla Koni 56' |       | 46' Dzjaba Kankava 64' Lasja Saloekvadze | Al-Gharafa Stadion, Doha Toeschouwers: 300 Scheidsrechter: Jafaar Al-Khabbaz (BHA) |

|                                                                |         |                                                   |          |                                                                                                |
| 21 november EK-kwalificatie № 130 «onderlinge duels» 19:30 uur | Georgië | 0 – 2                                             | Litouwen | Boris Paitsjadzestadion, Tbilisi Toeschouwers: 30.000 Scheidsrechter: Ljubomir Krstevski (MKD) |
| 21 november EK-kwalificatie № 130 «onderlinge duels» 19:30 uur |         | 52' Audrius Kšanavičius 90+6' Audrius Kšanavičius |          | Boris Paitsjadzestadion, Tbilisi Toeschouwers: 30.000 Scheidsrechter: Ljubomir Krstevski (MKD) |

#### Eindstand EK-kwalificatiegroep B
|   | Land      | Wed | W | G | V  | DV | DT | DS  | Pnt |
| - | --------- | --- | - | - | -- | -- | -- | --- | --- |
| 1 | Italië    | 12  | 9 | 2 | 1  | 22 | 9  | +13 | 29  |
| 2 | Frankrijk | 12  | 8 | 2 | 2  | 25 | 5  | +20 | 26  |
| 3 | Schotland | 12  | 8 | 0 | 4  | 21 | 12 | +9  | 24  |
| 4 | Oekraïne  | 12  | 5 | 2 | 5  | 18 | 16 | +2  | 17  |
| 5 | Litouwen  | 12  | 5 | 1 | 6  | 11 | 13 | –2  | 16  |
| 6 | Georgië   | 12  | 3 | 1 | 8  | 16 | 19 | –3  | 10  |
| 7 | Faeröer   | 12  | 0 | 0 | 12 | 4  | 43 | –39 | 0   |

### 2008
|                                                                 |                   |       |                                                              |                                                                                            |
| 6 februari Vriendschappelijk № 132 «onderlinge duels» 15:00 uur | Georgië           | 1 – 3 | Letland                                                      | Boris Paitsjadzestadion, Tbilisi Toeschouwers: 6.000 Scheidsrechter: Siarhei Shmolik (BLR) |
| 6 februari Vriendschappelijk № 132 «onderlinge duels» 15:00 uur | Kacha Kaladze 46' |       | 7' Ģirts Karlsons 16' Igors Stepanovs 34' Vitalijs Astafjevs | Boris Paitsjadzestadion, Tbilisi Toeschouwers: 6.000 Scheidsrechter: Siarhei Shmolik (BLR) |

|                                                               |                                                                                  |       |                        |                                                                             |
| 26 maart Vriendschappelijk № 133 «onderlinge duels» 20:45 uur | Noord-Ierland                                                                    | 4 – 1 | Georgië                | Windsor Park, Belfast Toeschouwers: 15.000 Scheidsrechter: Luc Wilmes (LUX) |
| 26 maart Vriendschappelijk № 133 «onderlinge duels» 20:45 uur | Kyle Lafferty 25' David Healy 33' Kyle Lafferty 36' Levan Kobiasjvili 87' (e.d.) |       | 55' (e.d.) David Healy | Windsor Park, Belfast Toeschouwers: 15.000 Scheidsrechter: Luc Wilmes (LUX) |

|                                                             |                       |       |                 |                                                                                     |
| 27 mei Vriendschappelijk № 134 «onderlinge duels» 17:00 uur | Estland               | 1 – 1 | Georgië         | A. Le Coq Arena, Tallinn Toeschouwers: 2.500 Scheidsrechter: Thomas Vejlgaard (DEN) |
| 27 mei Vriendschappelijk № 134 «onderlinge duels» 17:00 uur | Tarmo Kink 64' (pen.) |       | 83' Levan Kenia | A. Le Coq Arena, Tallinn Toeschouwers: 2.500 Scheidsrechter: Thomas Vejlgaard (DEN) |

|                                                             |                                    |       |         |                                                                            |
| 31 mei Vriendschappelijk № 135 «onderlinge duels» 19:15 uur | Portugal                           | 2 – 0 | Georgië | Estádio Fontelo, Viseu Toeschouwers: 8.500 Scheidsrechter: Meir Levi (ISR) |
| 31 mei Vriendschappelijk № 135 «onderlinge duels» 19:15 uur | João Moutinho 19' Simão 45' (pen.) |       |         | Estádio Fontelo, Viseu Toeschouwers: 8.500 Scheidsrechter: Meir Levi (ISR) |

|                                                                  |                  |       |                                     |                                                                                 |
| 20 augustus Vriendschappelijk № 136 «onderlinge duels» 21:05 uur | Wales            | 1 – 2 | Georgië                             | Millennium Stadium, Cardiff Toeschouwers: 6.435 Scheidsrechter: Matej Jug (SLO) |
| 20 augustus Vriendschappelijk № 136 «onderlinge duels» 21:05 uur | Jason Koumas 16' |       | 66' Levan Kenia 90' Beka Gotsiridze | Millennium Stadium, Cardiff Toeschouwers: 6.435 Scheidsrechter: Matej Jug (SLO) |

|                                                                |                   |       |                                  |                                                                                   |
| 6 september WK-kwalificatie № 137 «onderlinge duels» 18:00 uur | Georgië           | 1 – 2 | Ierland                          | Stadion am Bruchweg, Mainz Toeschouwers: 4.500 Scheidsrechter: Sandor Szabo (HUN) |
| 6 september WK-kwalificatie № 137 «onderlinge duels» 18:00 uur | Levan Kenia 90+2' |       | 13' Kevin Doyle 70' Glenn Whelan | Stadion am Bruchweg, Mainz Toeschouwers: 4.500 Scheidsrechter: Sandor Szabo (HUN) |

|                                                                 |                                           |       |         |                                                                                  |
| 10 september WK-kwalificatie № 138 «onderlinge duels» 20:50 uur | Italië                                    | 2 – 0 | Georgië | Stadio Friuli, Udine Toeschouwers: 27.164 Scheidsrechter: Thomas Einwaller (AUT) |
| 10 september WK-kwalificatie № 138 «onderlinge duels» 20:50 uur | Daniele De Rossi 17' Daniele De Rossi 89' |       |         | Stadio Friuli, Udine Toeschouwers: 27.164 Scheidsrechter: Thomas Einwaller (AUT) |

|                                                               |                       |       |                           |                                                                                           |
| 11 oktober WK-kwalificatie № 139 «onderlinge duels» 20:30 uur | Georgië               | 1 – 1 | Cyprus                    | Boris Paitsjadzestadion, Tbilisi Toeschouwers: 40.000 Scheidsrechter: Radek Matejek (CZE) |
| 11 oktober WK-kwalificatie № 139 «onderlinge duels» 20:30 uur | Levan Kobiasjvili 73' |       | 66' Michalis Konstantinou | Boris Paitsjadzestadion, Tbilisi Toeschouwers: 40.000 Scheidsrechter: Radek Matejek (CZE) |

|                                                               |         |       |           |                                                                                           |
| 15 oktober WK-kwalificatie № 140 «onderlinge duels» 20:30 uur | Georgië | 0 – 0 | Bulgarije | Boris Paitsjadzestadion, Tbilisi Toeschouwers: 35.250 Scheidsrechter: Björn Kuipers (NED) |
| 15 oktober WK-kwalificatie № 140 «onderlinge duels» 20:30 uur |         |       |           | Boris Paitsjadzestadion, Tbilisi Toeschouwers: 35.250 Scheidsrechter: Björn Kuipers (NED) |

|                                                                  |                                    |       |                       |                                                                                   |
| 19 november Vriendschappelijk № 141 «onderlinge duels» 19:30 uur | Roemenië                           | 2 – 1 | Georgië               | Dinamostadion, Boekarest Toeschouwers: 3.000 Scheidsrechter: Kyros Vassaras (GRE) |
| 19 november Vriendschappelijk № 141 «onderlinge duels» 19:30 uur | Ciprian Marica 62' Dorin Goian 70' |       | 11' Otar Martsvaladze | Dinamostadion, Boekarest Toeschouwers: 3.000 Scheidsrechter: Kyros Vassaras (GRE) |

### 2009
|                                               |                                          |       |                        |                                                                            |
| 11 februari WK-kwalificatie groep 8 19:45 uur | Ierland                                  | 2 – 1 | Georgië                | Croke Park, Dublin Toeschouwers: 45.000 Scheidsrechter: Jouni Hyytia (FIN) |
| 11 februari WK-kwalificatie groep 8 19:45 uur | Robbie Keane 73' (pen.) Robbie Keane 78' |       | 1' Aleksander Iasjvili | Croke Park, Dublin Toeschouwers: 45.000 Scheidsrechter: Jouni Hyytia (FIN) |

|                                            |                                                  |       |                              |                                                                                               |
| 28 maart WK-kwalificatie groep 8 19:00 uur | Cyprus                                           | 2 – 1 | Georgië                      | Antonis Papadopoulus Stadion, Larnaca Toeschouwers: 1.500 Scheidsrechter: Fredy Fautrel (FRA) |
| 28 maart WK-kwalificatie groep 8 19:00 uur | Michalis Konstantinou 33' Demetris Christofi 56' |       | 71' (pen.) Levan Kobiasjvili | Antonis Papadopoulus Stadion, Larnaca Toeschouwers: 1.500 Scheidsrechter: Fredy Fautrel (FRA) |

|                                           |         |       |            |                                                                                           |
| 1 april WK-kwalificatie groep 8 19:00 uur | Georgië | 0 – 0 | Montenegro | Boris Paitsjadzestadion, Tbilisi Toeschouwers: 16.000 Scheidsrechter: David Malcolm (NIR) |
| 1 april WK-kwalificatie groep 8 19:00 uur |         |       |            | Boris Paitsjadzestadion, Tbilisi Toeschouwers: 16.000 Scheidsrechter: David Malcolm (NIR) |

|                                    |                          |       |                                            |                                                                                      |
| 6 juni Vriendschappelijk 18:00 uur | Georgië                  | 1 – 2 | Moldavië                                   | Micheil Meschistadion, Tbilisi Toeschouwers: 7.000 Scheidsrechter: Pavel Saliy (KAZ) |
| 6 juni Vriendschappelijk 18:00 uur | Zoerab Chizanisjvili 86' |       | 8' Veaceslav Sofroni 57' Alexandru Suvorov | Micheil Meschistadion, Tbilisi Toeschouwers: 7.000 Scheidsrechter: Pavel Saliy (KAZ) |

|                                     |                 |       |                         |                                                                                         |
| 10 juni Vriendschappelijk 19:00 uur | Albanië         | 1 – 1 | Georgië                 | Qemal Stafastadion, Tirana Toeschouwers: 2.000 Scheidsrechter: Aleksandar Stavrev (MKD) |
| 10 juni Vriendschappelijk 19:00 uur | Ansi Agolli 58' |       | 2' Vladimir Dvalisjvili | Qemal Stafastadion, Tirana Toeschouwers: 2.000 Scheidsrechter: Aleksandar Stavrev (MKD) |

|                                         |                                       |       |         |                                                                                     |
| 12 augustus Vriendschappelijk 20:00 uur | Malta                                 | 2 – 0 | Georgië | Ta' Qali Stadium, Ta' Qali Toeschouwers: 1.500 Scheidsrechter: Panicos Kailis (CYP) |
| 12 augustus Vriendschappelijk 20:00 uur | Michael Mifsud 64' Michael Mifsud 74' |       |         | Ta' Qali Stadium, Ta' Qali Toeschouwers: 1.500 Scheidsrechter: Panicos Kailis (CYP) |

|                                               |         |                                                   |        |                                                                                           |
| 5 september WK-kwalificatie groep 8 20:00 uur | Georgië | 0 – 2                                             | Italië | Boris Paitsjadzestadion, Tbilisi Toeschouwers: 32.000 Scheidsrechter: Marcin Borski (POL) |
| 5 september WK-kwalificatie groep 8 20:00 uur |         | 57' (e.d.) Kacha Kaladze 67' (e.d.) Kacha Kaladze |        | Boris Paitsjadzestadion, Tbilisi Toeschouwers: 32.000 Scheidsrechter: Marcin Borski (POL) |

|                                         |                                                                 |       |                          |                                                                                          |
| 9 september Vriendschappelijk 21:30 uur | IJsland                                                         | 3 – 1 | Georgië                  | Laugardalsvöllur, Reykjavík Toeschouwers: 4.726 Scheidsrechter: Gylfi Thór Orrason (ISL) |
| 9 september Vriendschappelijk 21:30 uur | Garðar Jóhannsson 14' Ólafur Skúlason 18' Veigar Gunnarsson 55' |       | 33' Vladimir Dvalisjvili | Laugardalsvöllur, Reykjavík Toeschouwers: 4.726 Scheidsrechter: Gylfi Thór Orrason (ISL) |

|                                              |                                          |       |                          |                                                                                        |
| 10 oktober WK-kwalificatie groep 8 19:00 uur | Montenegro                               | 2 – 1 | Georgië                  | Stadion Pod Goricom, Podgorica Toeschouwers: 5.420 Scheidsrechter: Selçuk Dereli (TUR) |
| 10 oktober WK-kwalificatie groep 8 19:00 uur | Radoslav Batak 14' Andrija Delibašić 78' |       | 45' Vladimir Dvalisjvili | Stadion Pod Goricom, Podgorica Toeschouwers: 5.420 Scheidsrechter: Selçuk Dereli (TUR) |

|                                              | |       |                                                       |                                                                                        |
| 14 oktober WK-kwalificatie groep 8 20:00 uur | Bulgarije | 6 – 2 | Georgië                                               | Vasil Levski Stadion, Sofia Toeschouwers: 700 Scheidsrechter: Kristinn Jakobsson (ISL) |
| 14 oktober WK-kwalificatie groep 8 20:00 uur | Dimitar Berbatov 6' Martin Petrov 14' Dimitar Berbatov 23' Stanislav Angelov 31' Dimitar Berbatov 35' Martin Petrov 44' |       | 34' Vladimir Dvalisjvili 51' (pen.) Levan Kobiasjvili | Vasil Levski Stadion, Sofia Toeschouwers: 700 Scheidsrechter: Kristinn Jakobsson (ISL) |

#### Eindstand WK-kwalificatiegroep 8
|   | Land       | Wed | W | G | V | DV | DT | DS  | Pnt |
| - | ---------- | --- | - | - | - | -- | -- | --- | --- |
| 1 | Italië     | 10  | 7 | 3 | 0 | 18 | 7  | +11 | 24  |
| 2 | Ierland    | 10  | 4 | 6 | 0 | 12 | 8  | +4  | 18  |
| 3 | Bulgarije  | 10  | 3 | 5 | 2 | 17 | 13 | 4   | 14  |
| 4 | Cyprus     | 10  | 2 | 3 | 5 | 14 | 16 | –2  | 9   |
| 5 | Montenegro | 10  | 1 | 6 | 3 | 9  | 14 | –5  | 9   |
| 6 | Georgië    | 10  | 0 | 3 | 7 | 7  | 19 | –12 | 3   |

GFF · A-internationals · Bondscoaches · Statistieken · Georgisch vrouwenelftal · Georgië U21 · Georgië U20 · Georgië U19 · Georgië U18 · Georgië U17 · Georgië U16
1990 – 1999 ·
2000 – 2009 ·
2010 – 2019 ·
2020 − 2029
1990 · 
1991 · 
1992 · 
1993 · 
1994 · 
1995 · 
1996 · 
1997 · 
1998 · 
1999 · 
2000 · 
2001 · 
2002 · 
2003 · 
2004 · 
2005 · 
2006 · 
2007 · 
2008 · 
2009 · 
2010 · 
2011 · 
2012 · 
2013 · 
2014 · 
2015 ·
2016 ·
2017 ·
2018 ·
2019 ·
2020 ·
2021 ·
2022 ·
2023 ·
2024
Albanië ·
Andorra ·
Armenië ·
Azerbeidzjan ·
Bosnië en Herzegovina ·
Bulgarije ·
Cyprus ·
Denemarken ·
Duitsland ·
Egypte ·
Engeland ·
Estland ·
Faeröer ·
Finland ·
Frankrijk ·
Gibraltar ·
Griekenland ·
Hongarije ·
Ierland ·
IJsland ·
Iran ·
Israël ·
Italië ·
Jordanië ·
Kameroen ·
Kazachstan ·
Kosovo ·
Kroatië ·
Letland ·
Libanon ·
Liechtenstein ·
Litouwen ·
Luxemburg ·
Malta ·
Marokko ·
Moldavië ·
Mongolië ·
Montenegro · 
Nederland ·
Nieuw-Zeeland ·
Nigeria ·
Noord-Ierland ·
Noord-Macedonië ·
Noorwegen ·
Oekraïne ·
Oezbekistan ·
Oostenrijk ·
Paraguay ·
Polen ·
Portugal ·
Qatar ·
Roemenië ·
Rusland ·
Saint Kitts en Nevis ·
Saoedi-Arabië ·
Schotland ·
Servië ·
Slovenië ·
Slowakije ·
Spanje ·
Thailand ·
Tsjechië ·
Tunesië ·
Turkije ·
Uruguay ·
Verenigde Arabische Emiraten ·
Wales ·
Wit-Rusland ·
Zuid-Afrika ·
Zuid-Korea ·
Zweden ·
Zwitserland
AFC-zone: Afghanistan · Australië · Bahrein · Bangladesh · Bhutan · Brunei · Cambodja · China · Filipijnen · Guam · Hongkong · India · Indonesië · Iran · Irak · Japan · Jemen · Jordanië · Koeweit · Kirgizië · Laos · Libanon · Macau · Maleisië · Maldiven · Mongolië · Myanmar · Nepal · Noord-Korea · Oezbekistan · Oman · Oost-Timor · Pakistan · Palestina · Qatar · Saoedi-Arabië · Singapore · Sri Lanka · Syrië · Tadzjikistan · Taiwan · Thailand · Turkmenistan · Verenigde Arabische Emiraten · Vietnam · Zuid-Korea

CAF-zone: Algerije · Angola · Benin · Botswana · Burkina Faso · Burundi · Centraal-Afrikaanse Republiek · Comoren · Congo-Brazzaville · Congo-Kinshasa · Djibouti · Egypte · Equatoriaal-Guinea · Eritrea · Ethiopië · Gabon · Gambia · Ghana · Guinee · Guinee-Bissau · Ivoorkust · Kaapverdië · Kameroen · Kenia · Lesotho · Liberia · Libië · Madagaskar · Malawi · Mali  ·Mauritanië · Mauritius · Marokko · Mozambique · Namibië · Niger · Nigeria · Oeganda · Rwanda · Sao Tomé en Principe · Senegal · Seychellen · Sierra Leone · Soedan · Somalië · Swaziland · Tanzania · Togo · Tsjaad · Tunesië · Zambia · Zimbabwe · Zuid-Afrika

CONCACAF-zone: Amerikaanse Maagdeneilanden · Anguilla · Antigua en Barbuda · Aruba · Bahama's · Barbados · Belize · Bermuda · Britse Maagdeneilanden · Canada · Kaaimaneilanden · Costa Rica · Cuba · Dominica · Dominicaanse Republiek · El Salvador · Frans Guyana · Grenada · Guadeloupe · Guatemala · Guyana · Haïti · Honduras · Jamaica · Martinique · Mexico · Montserrat · 
Nicaragua · Panama · Puerto Rico · Saint Kitts en Nevis · Saint Lucia · Saint Vincent en de Grenadines · Sint Maarten · Suriname · Trinidad en Tobago · Turks- en Caicoseilanden · Verenigde Staten

CONMEBOL-zone: Argentinië · Bolivia · Brazilië · Chili · Colombia · Ecuador · Paraguay · Peru · Uruguay · Venezuela

OFC-zone: Amerikaans-Samoa · Cookeilanden · Fiji · Nieuw-Caledonië · Nieuw-Zeeland · Papoea-Nieuw-Guinea · Samoa · Salomoneilanden · Tahiti · Tonga · Vanuatu

UEFA-zone: Albanië · Andorra · Armenië · Azerbeidzjan · België · Bosnië en Herzegovina · Bulgarije · Cyprus · Denemarken · Duitsland · Engeland · Estland · Faeröer · Finland · Frankrijk · Georgië · Griekenland · Hongarije · IJsland · Ierland · Israël · Italië · Kazachstan · Kroatië · Letland · Liechtenstein · Litouwen · Luxemburg · Macedonië · Malta · Moldavië · Montenegro · Nederland · Noord-Ierland · Noorwegen · Oekraïne · Oostenrijk · Polen · Portugal · Roemenië · Rusland · San Marino · Schotland · Servië · Servië en Montenegro · Slovenië · Slowakije · Spanje · Tsjechië · Turkije · Wales · Wit-Rusland · Zweden · Zwitserland